# 비솝
비솝(B-soap)은 대한민국의 래퍼이다.

## 활동
1999년 나우누리 흑인음악 동호회 SNP에서 랩을 시작해 2000년 버벌 진트, Krucifix Kricc과 프로젝트 팀 디엔 미셸(Dien Michel)을 결성함과 더불어 타프카 부다를 중심으로 모인 랩그룹 트래직 템플에도 가입하면서 본격적인 활동을 시작한다.
버벌 진트의 데뷔 싱글 'Sex Drive', Krucifix Kricc의 정규 앨범 'Kandid Collection Vol.1', 데프콘 1집 'Lesson 4 The People', 타프카 부다의 'Trauma' 등 SNP 출신 뮤지션들의 다양한 앨범에 참여했으며 마스터플랜의 2002년 컴필레이션 '풍류'에 'Krucifix Kricc, Goliath Monsta, DJ Soulscape과 협연한 '10월 18일(날씨:흐림)'이 수록되었다. 이 중 특히 Krucifix Kricc의 'Kandid Collection Vol.1'에 Dien Michel로서의 곡과 솔로곡 등 총 5곡에 피쳐링 하고 자켓 작업도 맡아 앨범의 독특한 이미지를 조성하는 데 기여했다.
2003년 이후 활동이 보이지 않았다가 2007년 Soulman & Minos의 'Coffee calls for a Cigarette'의 'Sad Movie'를 통해 복귀, 웜맨의 'Alternative Dig on Earth'에 피쳐링했다. 이후 버벌 진트를 중심으로 모인 힙합 크루 오버클래스에 가입하고 버벌 진트의 정규앨범 '무명', '누명'에 참여했다.
2008년 1월 디지털 싱글 '3/16 Souvenir Sampler'를 발표한 이후 19곡이 수록된 정규앨범 'Souvenir LP'를 발표하였다. 해를 넘겨서는 '그런데 난 remix'가 수록된 Instrumental 앨범 'Souvenir:Nude'를 발매했다. 이후 오버클래스의 'Collage 1'과 'Collage 2' 'Collage 3' 'Collage4'에 참여하는 등 현재도 활발한 활동 중이다.

## 본인의 음반
- 《Souvenir Sampler》 2008년 3월 16일 발매
- 정규음반 1집《Souvenir LP》 2008년 8월 26일 발매
- 《Souvenir:Nude》 2009년 2월 19일 발매

## 참여한 음반
- 2000 Trish Park - So Bad Maxi Single
- 2000 Verbal Jint - Sex Drive Maxi Single
- 2002 Krucifix Kricc - Kandid Collection Vol.1
- 2002 MP Hiphop 2002 '風流' pt.1
- 2003 DEFCONN - Lesson 4 Da People
- 2003 TAFKA Buddah - TRAUMA
- 2006 Yom - Dr.Yom
- 2007 Soulman & Minos - Coffee Calls for a Cigarette
- 2007 Warmman+  Lobotomy - Alternative Dig on Earth
- 2007 Verbal Jint - 무명
- 2008 Warmman+  Lobotomy - 너의 생일 EP
- 2008 Overclass Presents Collage 1 Mixtape
- 2008 Verbal Jint - 누명
- 2008 Revenans - 변주곡
- 2009 Krucifix Kricc - 미묘
- 2009 Giant - Tiger Style
- 2009 Overclass Collage 2
- 2009 Rimi - Awesome BITCHHHH!!!
- 2009 Steady B - Steady Lady
- 2009 Von - CREAM
- 2009 JA - '90
- 2009 The Sophist - Wheel of Fortune
- 2010 Rimi - Rap Messiah
- 2010 Overclass Collage 3
- 2010 JA - '90 Director's Cut
- 2010 Krucifix Kricc - Transform